# Liste der Bodendenkmäler in Oberelsbach
Auf dieser Seite sind die Bodendenkmäler in dem unterfränkischen Markt Oberelsbach zusammengestellt. Diese Tabelle ist eine Teilliste der Liste der Bodendenkmäler in Bayern. Grundlage ist die Bayerische Denkmalliste, die auf Basis des Bayerischen Denkmalschutzgesetzes vom 1. Oktober 1973 erstmals erstellt wurde und seither durch das Bayerische Landesamt für Denkmalpflege geführt wird. Die folgenden Angaben ersetzen nicht die rechtsverbindliche Auskunft der Denkmalschutzbehörde.

## Bodendenkmäler in Oberelsbach

### Bodendenkmäler in der Gemarkung Ginolfs
| Lage               | Objekt | Akten-Nr.     | Bild |
| ------------------ | --- | ------------- | ---- |
| Ginolfs (Standort) | Spätmittelalterliche Wüstung Englerts.                                                                     | D-6-5526-0013 |      |
| Ginolfs (Standort) | Archäologische Befunde im Bereich der frühneuzeitlichen Katholischen Filialkirche St. Ottilia von Ginolfs. | D-6-5526-0061 |      |

### Bodendenkmäler in der Gemarkung Oberelsbach
| Lage                   | Objekt | Akten-Nr.     | Bild |
| ---------------------- | --- | ------------- | ---- |
| Oberelsbach (Standort) | Höhensiedlung vorgeschichtlicher Zeitstellung, Befestigungsanlage wohl der jüngeren römischen Kaiserzeit/Völkerwanderungszeit und des frühen Mittelalters auf dem Gangolfsberg; Kapellenruine des Mittelalters. | D-6-5526-0006 |      |
| Oberelsbach (Standort) | Wüstung des späten Mittelalters. | D-6-5526-0007 |      |
| Oberelsbach (Standort) | Spätmittelalterliche Wüstung Lanzig. | D-6-5526-0010 |      |
| Oberelsbach (Standort) | Freilandstation des Mesolithikums. | D-6-5526-0041 |      |
| Oberelsbach (Standort) | Archäologische Befunde des Mittelalters und der frühen Neuzeit im Bereich des Marktes Oberelsbach. | D-6-5526-0053 |      |
| Oberelsbach (Standort) | Archäologische Befunde des Mittelalters und der frühen Neuzeit im Bereich der Katholischen Pfarrkirche St. Kilian von Oberelsbach mit ehemalige Kirchhofbefestigung.                                            | D-6-5526-0054 |      |
| Oberelsbach (Standort) | Archäologische Befunde des Mittelalters und der frühen Neuzeit im Bereich der Mühle bei Oberelsbach. | D-6-5526-0055 |      |
| Oberelsbach (Standort) | Archäologische Befunde der frühen Neuzeit im Bereich der Marienkapelle bei Oberelsbach. | D-6-5526-0058 |      |
| Oberelsbach (Standort) | Archäologische Befunde der frühen Neuzeit im Bereich der Marktbefestigung von Oberelsbach. | D-6-5526-0083 |      |

### Bodendenkmäler in der Gemarkung Sondernau
| Lage                 | Objekt | Akten-Nr.     | Bild |
| -------------------- | --- | ------------- | ---- |
| Sondernau (Standort) | Archäologische Befunde des Mittelalters und der frühen Neuzeit im Bereich der Katholischen Filialkirche St. Pankratius von Sondernau mit ummauertem Kirchhof. | D-6-5526-0063 |      |

### Bodendenkmäler in der Gemarkung Unterelsbach
| Lage                    | Objekt | Akten-Nr.     | Bild |
| ----------------------- | --- | ------------- | ---- |
| Unterelsbach (Standort) | Archäologische Befunde des Mittelalters und der frühen Neuzeit im Bereich der Katholischen Pfarrkirche St. Simon und Judas von Unterelsbach mit ummauertem Kirchhof. | D-6-5526-0065 |      |

### Bodendenkmäler in der Gemarkung Weisbach
| Lage                | Objekt | Akten-Nr.     | Bild |
| ------------------- | --- | ------------- | ---- |
| Weisbach (Standort) | Abschnitte einer spätmittelalterlichen bis frühneuzeitlichen Landwehr. | D-6-5526-0011 |      |
| Weisbach (Standort) | Abschnitte einer spätmittelalterlichen bis frühneuzeitlichen Landwehr. | D-6-5526-0012 |      |
| Weisbach (Standort) | Freilandstation des Mesolithikums. | D-6-5526-0034 |      |
| Weisbach (Standort) | Spätmittelalterliche Wüstung Gräfenhan. | D-6-5526-0042 |      |
| Weisbach (Standort) | Archäologische Befunde des Mittelalters und der frühen Neuzeit im Bereich des ehemaligen Unteren Tores von Weisbach.                                                           | D-6-5526-0067 |      |
| Weisbach (Standort) | Archäologische Befunde des Mittelalters und der frühen Neuzeit im Bereich der modernen Katholischen Pfarrkirche Petri Stuhlfeier von Weisbach mit ehemals ummauertem Kirchhof. | D-6-5526-0068 |      |